# 7895 Kaseda
7895 Kaseda è un asteroide della fascia principale del diametro medio di circa 28,51 km. Scoperto nel 1995, presenta un'orbita caratterizzata da un semiasse maggiore pari a 3,1592995 UA e da un'eccentricità di 0,1422462, inclinata di 13,17696° rispetto all'eclittica.